# أنطونيو فيلا
أنطونيو فيلا (بالإسبانية: Antonio Vela Vivó)‏ هو مجدف إسباني، ولد في 20 مارس 1872 في ماهون في إسبانيا، وتوفي في 20 يناير 1950 في برشلونة في إسبانيا.

## وصلات خارجية
- أنطونيو فيلا على موقع الاتحاد الدولي للتجديف (الإنجليزية)
- أنطونيو فيلا على موقع أوليمبيديا (الإنجليزية)